# Batrachorhina obliquevittata
Batrachorhina obliquevittata là một loài bọ cánh cứng trong họ Cerambycidae.